# 义宁 (年号)
义宁（617年十一月—618年五月）：隋朝政权隋恭皇帝杨侑的年号，歷時7个月。
时隋炀帝在江都，军阀李渊控制京城长安后拥立皇孙代王杨侑为帝，遥尊炀帝为太上皇。但炀帝对此一无所知，仍以皇帝自居并继续使用大业年号。

## 改元
- 大業十三年——十一月十五日，改元為義寧元年。[2][3][4]
- 義寧二年——五月二十日，唐王李淵改元為武德元年。[5][6][7]

## 紀年農曆對照表
表格中各月的干支即為各月的第1日，「大」表示該月有30日，「小」表示該月有29日，「閏月」表格中的中文數字表示該年為閏某月，各月初一底下的數字表示對應的西曆日期。
| 公元  | 干支 | 紀年     | 正月   | 二月   | 三月   | 四月   | 五月   | 六月 | 七月 | 八月 | 九月 | 十月 | 十一月 | 十二月  | 閏月 |
| ----- | ---- | -------- | ------ | ------ | ------ | ------ | ------ | ---- | ---- | ---- | ---- | ---- | ------ | ------- | ---- |
| 617年 | 丁丑 | 義寧元年 |        |        |        |        |        |      |      |      |      |      | 戊申小 | 丁丑大  |      |
| 617年 | 丁丑 | 義寧元年 |        |        |        |        |        |      |      |      |      |      | 12/4   | 618/1/2 |      |
| 618年 | 戊寅 | 義寧二年 | 丁丑小 | 丙子大 | 丙午小 | 乙亥大 | 乙巳小 |      |      |      |      |      |        |         |      |
| 618年 | 戊寅 | 義寧二年 | 2/1    | 3/2    | 4/1    | 4/30   | 5/30   |      |      |      |      |      |        |         |      |

## 同期存在的其他政权年号
- 中國
  - 太平（616年－622年）：隋末唐初時期楚政權林士弘之年号
  - 丁丑（617年－618年）：隋末唐初時期夏政權窦建德之年号
  - 永平（617年－618年）：隋末唐初時期魏政權李密之年号
  - 天兴（617年－620年）：隋末唐初時期漢政權刘武周之年号
  - 永隆（617年－628年）：隋末唐初時期梁政權梁師都之年号
  - 正平（617年－618年）：隋末唐初時期永樂政權郭子和之年号
  - 秦兴（617年－618年）：隋末唐初時期秦政權薛舉之年号
  - 鸣凤（617年－618年）：隋末唐初時期梁政權蕭銑之年号
  - 安乐（617年－619年）：隋末唐初時期涼政權李軌之年号
  - 通聖（617年十二月）：隋朝時期曹武徹年号
  - 义和（614年－619年）：高昌义和王之年号
- 朝鮮半島
  - 建福（584年－634年）：新羅真平王之年号